# ماري لو غراهام
ماري لو غراهام (بالإنجليزية: Mary Lou Graham)‏ هي لاعب كرة قاعدة أمريكية، ولدت في 15 أغسطس 1936 في ساوث بند في الولايات المتحدة.